# Stazione di Gorizia Centrale
Stazione di Gorizia Centrale vasútállomás Olaszországban, Gorizia településen.

## Vasútvonalak
Az állomást az alábbi vasútvonalak érintik:
- Udine–Trieszt-vasútvonal
- Nova Gorica-Gorizia-vasútvonal
- Gorizia-Aidussina-vasútvonal

## Kapcsolódó állomások
A vasútállomáshoz az alábbi állomások vannak a legközelebb:
- Vrtojba railway station
- Stazione di Sagrado